# Бринковянський стиль

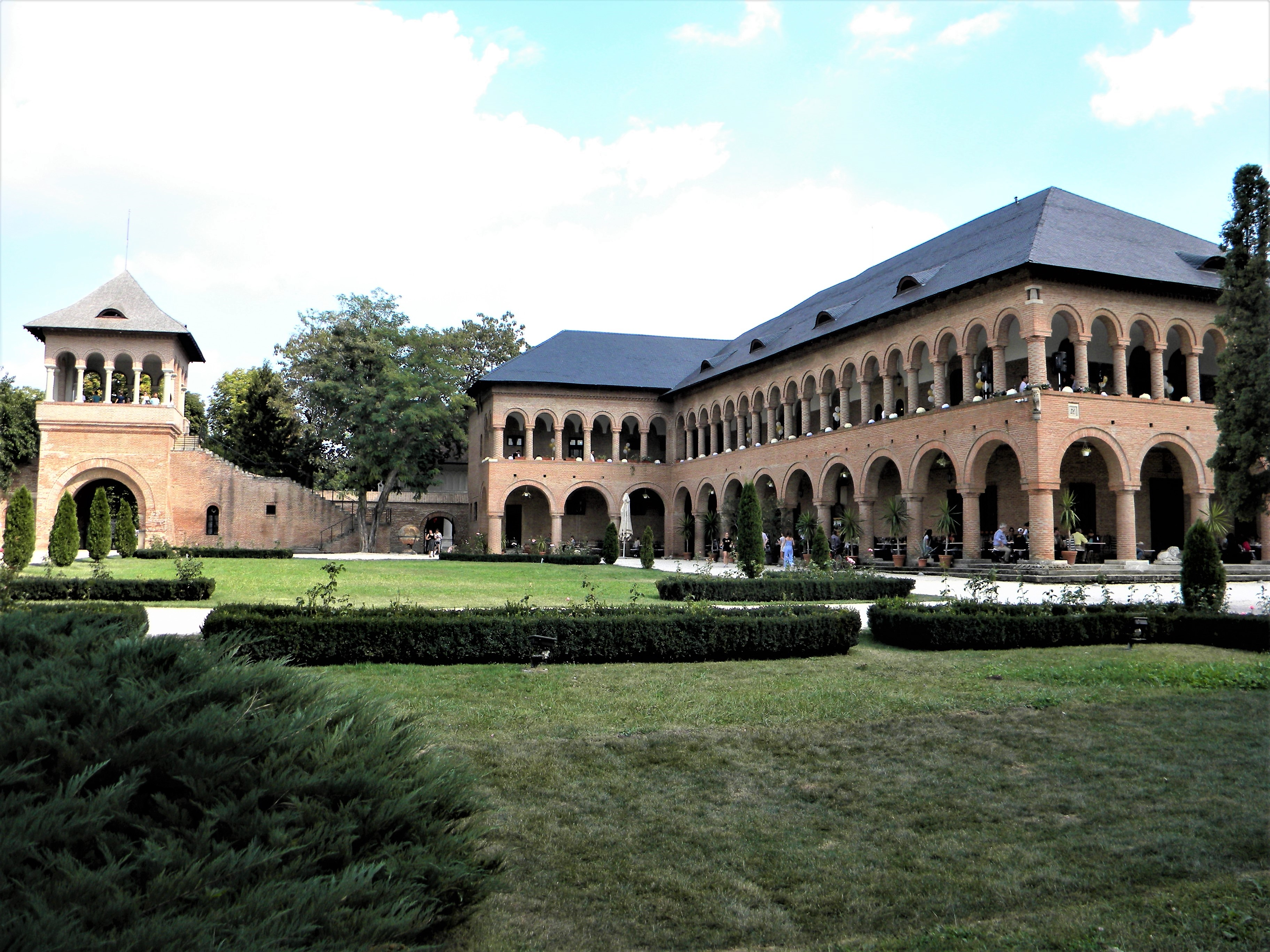
Палац Могошоая, побудований в 1689—1702 роках, — один з перших зразків бринковянского архітектурного стилю

Бринковянський стиль (рум. Stilul brâncovenesc) — мистецький стиль, що набув поширення у Валахії на початку XVIII століття, у часи володарювання господаря Константіна II Бринковяну, з 1688 по 1714 рік. Завдяки його чітким, раціоналістичним архітектурним формам і багатому декоративному оздобленню, мистецтвознавці іноді характеризують «бринковянський» стиль, за аналогією із західним Відродженням, як «Волоське Відродження» або «Румунське Відродження», іноді використовуючи також термін «Бринковянське бароко». Елементи бринковянського стилю активно використовуються навіть в сучасній румунській архітектурі, переважно у вигляді «необринковянського» («неорумунського») стилю, який сьогодні вважається зразковим, найхарактернішим для архітектури Об'єднаної Румунії.

## Культурно-історичний контекст
Бринковянський стиль, це єдиний архітектурний стиль, що виник у Валахії. Підвалини бринковянського стилю були закладені за часів володарювання Волощиною Матея Басараба (1632—1654), яке забезпечило Валахії певну політичну стабільність і сприяло розвитку мистецтв. В часи його правління стиль волоського відродження проявився переважно в архітектурі боярських садиб, що обумовлювалося зростаючим впливом вищого боярства в суспільстві. Масового поширення стиль отримав за часів правління Константіна Бринковяну (1688—1714). Побудовані за наказом господаря Бринковяну палаци, церкви, монастирі, лікарні та інші громадські і культові споруди сформували унікальний стиль з сильним впливом ренесансної архітектури Північної Італії і Блискучої Порти. В бринковянських архітектурі та розписах релігійних і світських конструкцій гармонійно поєднувалися місцеві традиції, неовізантійський стиль та інноваційні ідеї італійського Відродження. Цей стиль відрізняється величезною кількістю різьблених архітектурних прикрас, веранд, лоджій, галерей, колон, декоративних розписів тощо. Оскільки ця епоха вплинула на пізніші події, термін «бринковянський стиль» використовується до мистецьких творів і архітектурних споруд включно до 1730 року, початку володарювання у Волощині часів перших Маврокордатів.

## Архітектура бринковянського стилю

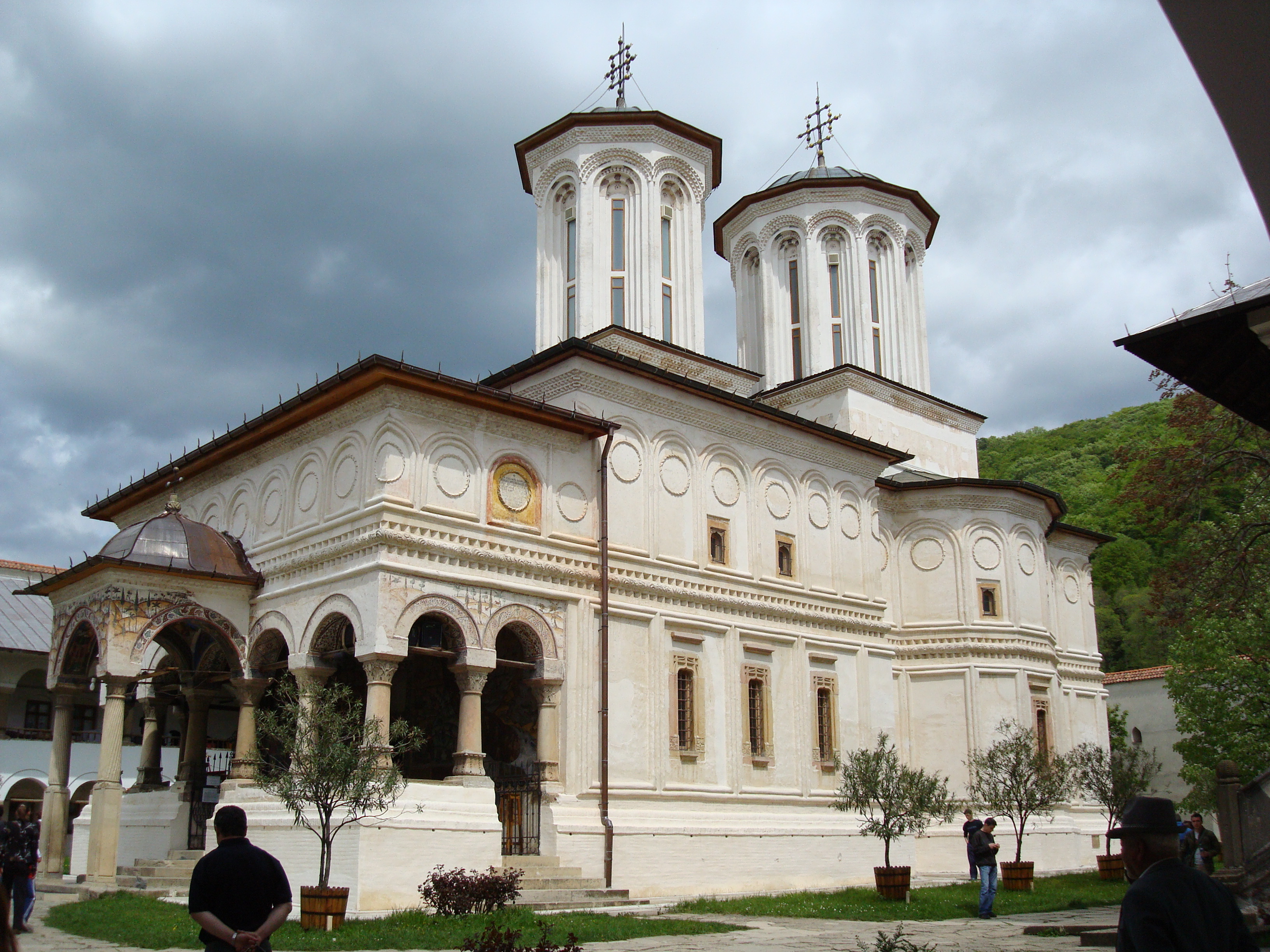
Монастир Хорезу, заснований у 1690 році, — один найдосконаліших і найкраще збережених зразком архітектури бринковянского стилю. Внесений до списків Світової спадщини ЮНЕСКО

Бринковянський стиль являє собою синтез неовізантійської, османської, пізньоренесансної та барокової архітектур, а також є унікальною сумішшю румунських православних християнських стилів будівництва з домінуючою ісламською архітектурою Османської імперії, складовою частиною якої, в якості васальної держави, була тоді Волощина. Особливостями стилю є наявність багатих різьблених прикрас і декоративних розписів, східні арки з невисокими колонами, які надають спорудам ажурність і легкість, винесені на солідну відстань від стін карнизи даху, балкони, майстерно прикрашені мальовничими орнаментами з фігур тварин, листя, квітів і плодів. Архітектурні прикраси і декоративні розписи у величезній кількості, також є відмінною рисою бринковянського стилю. Храми рясно прикрашалися кам'яними і дерев'яними скульптурами, фресками видатних іконописців.

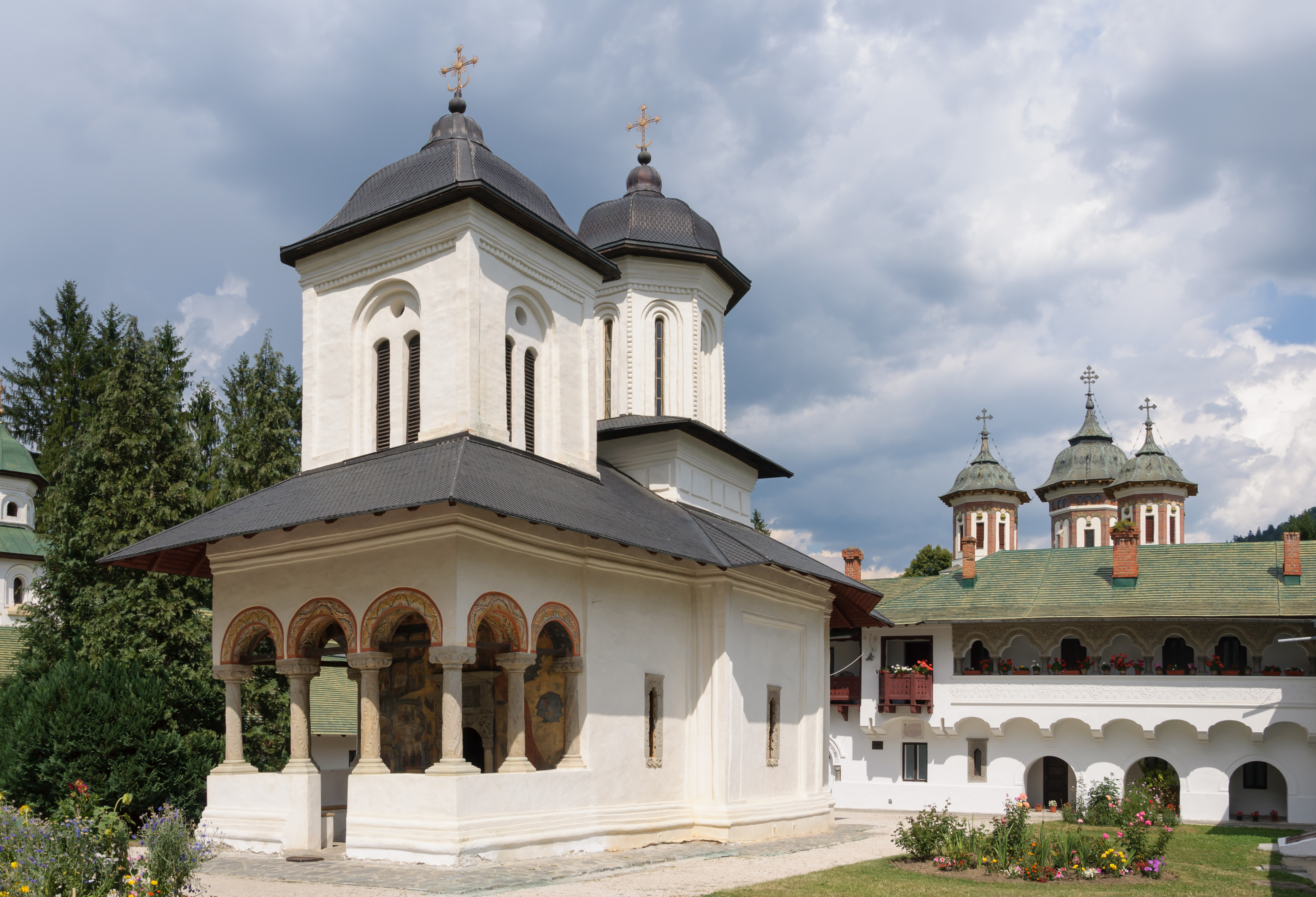
Монастир Сіная[en]
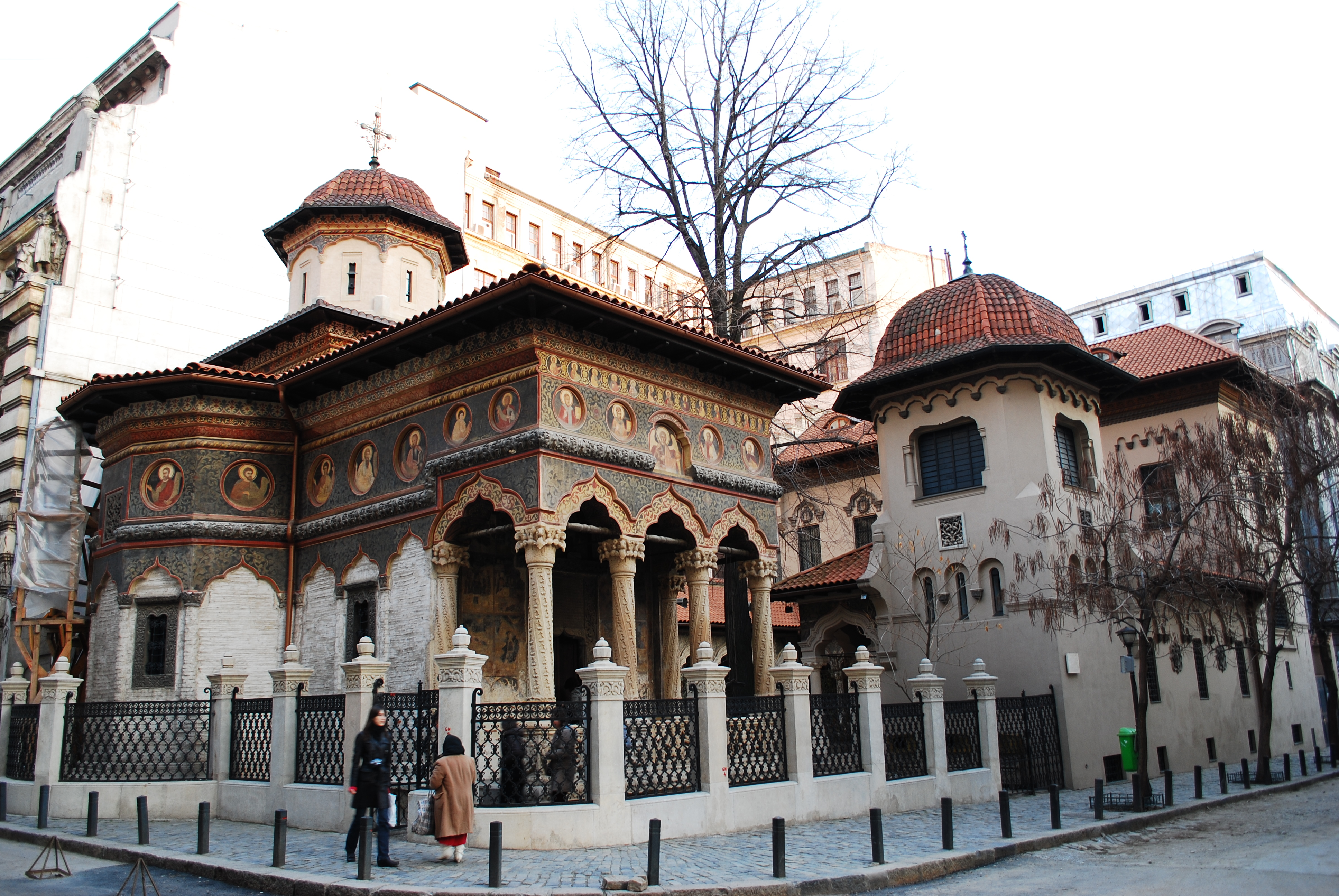
Церква Ставрополес[en]
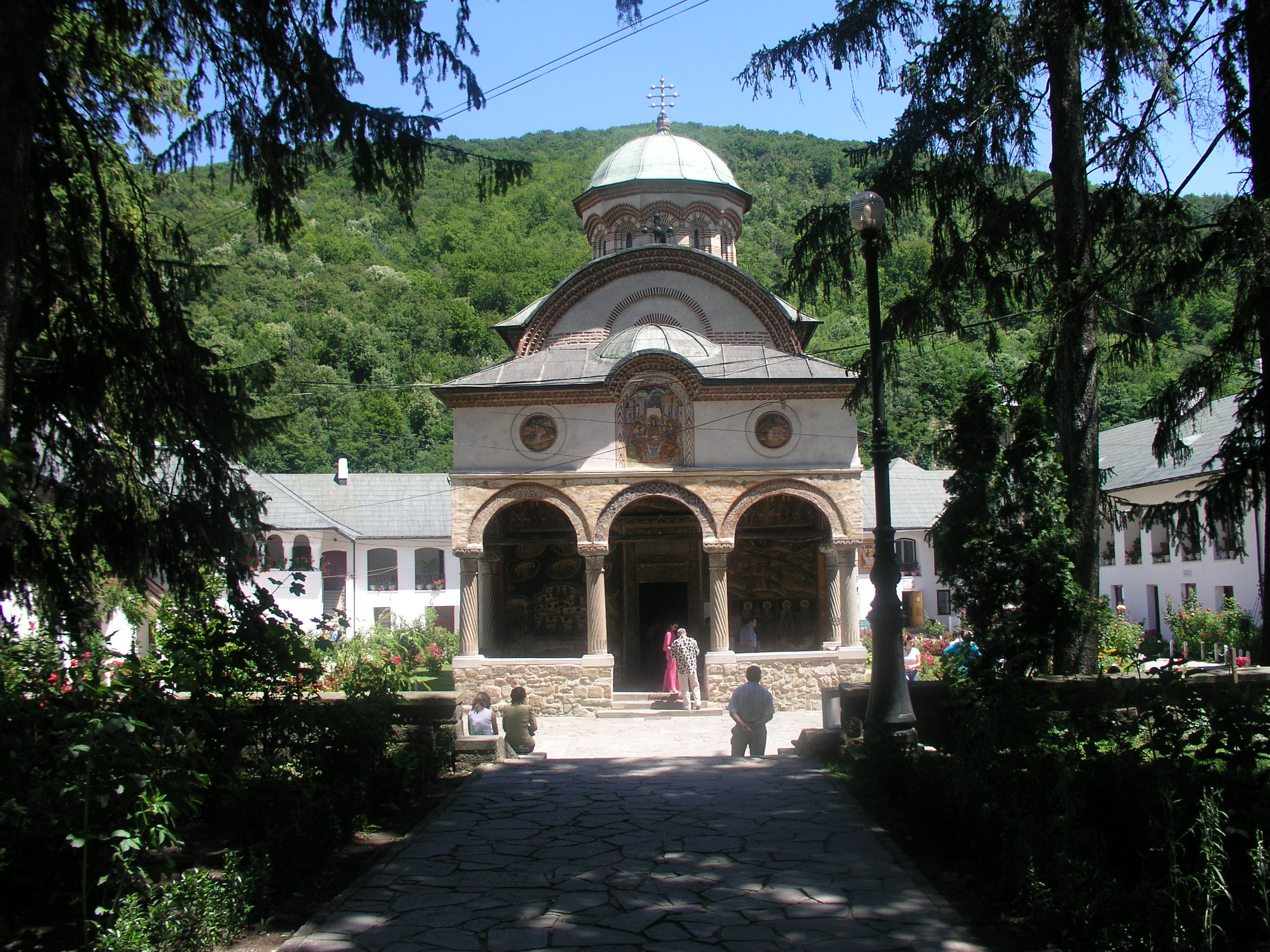
Монастир Козія[en]
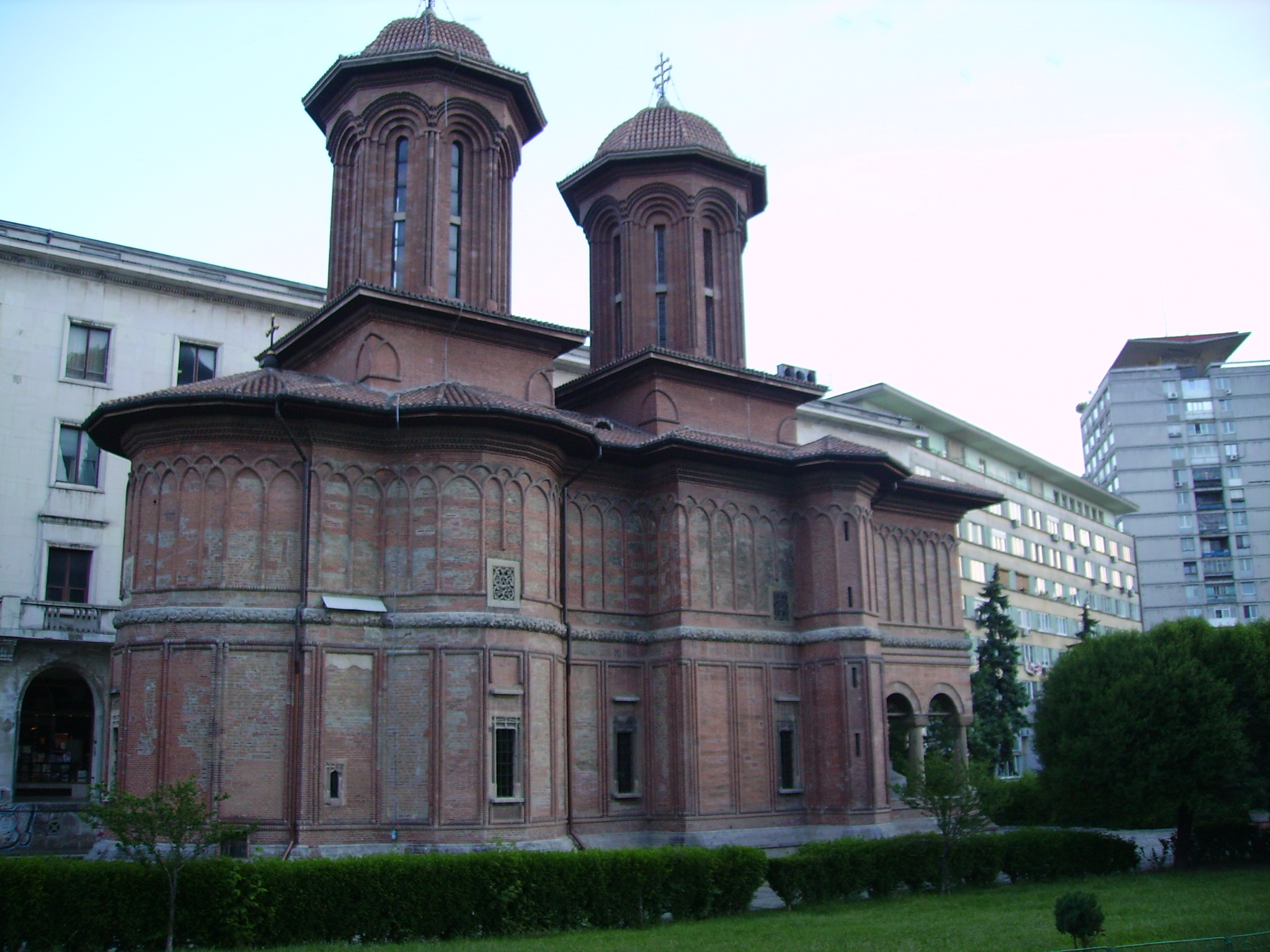
Церква Крецулеску[en]
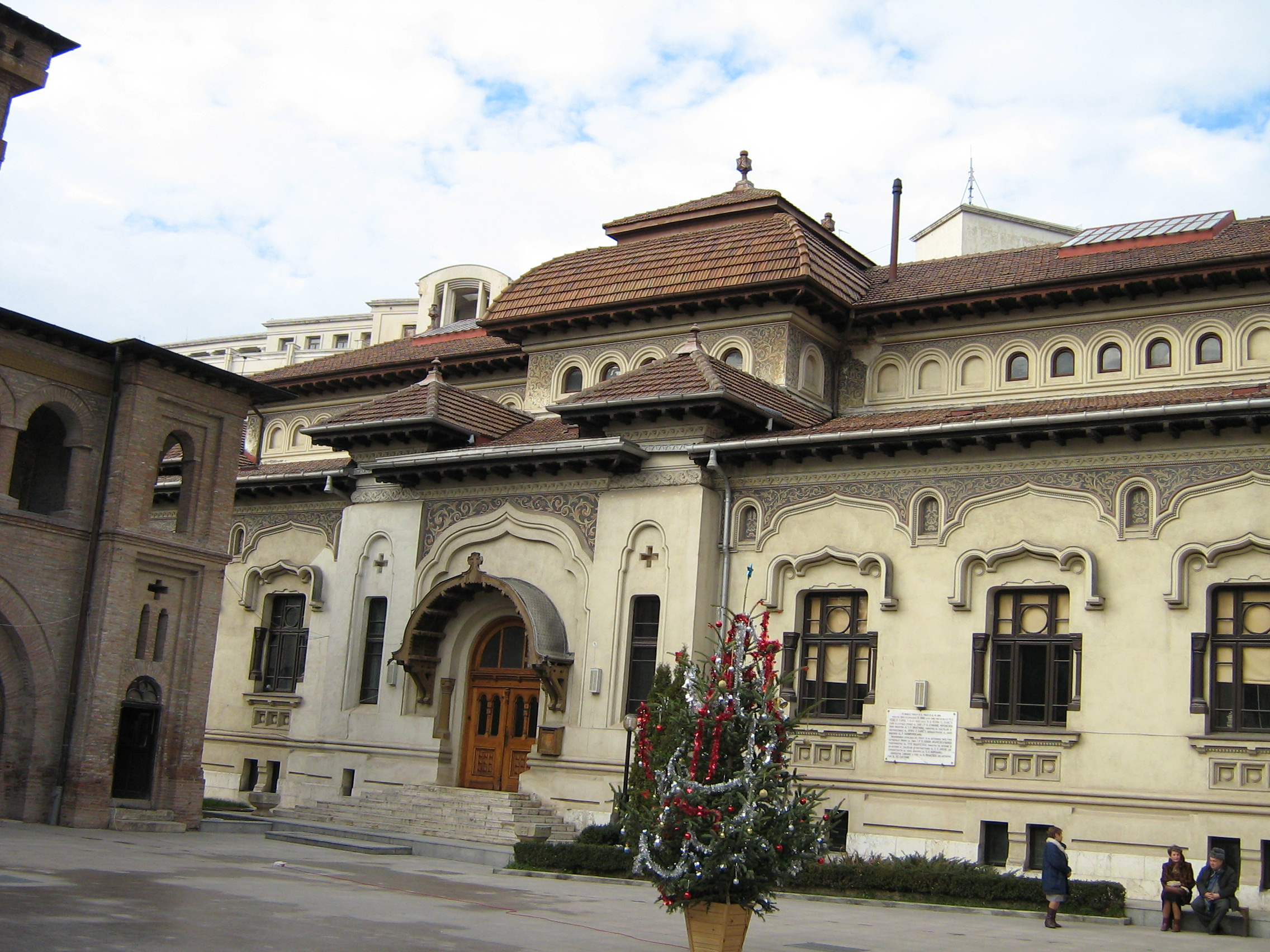
Монастир Антім[en]
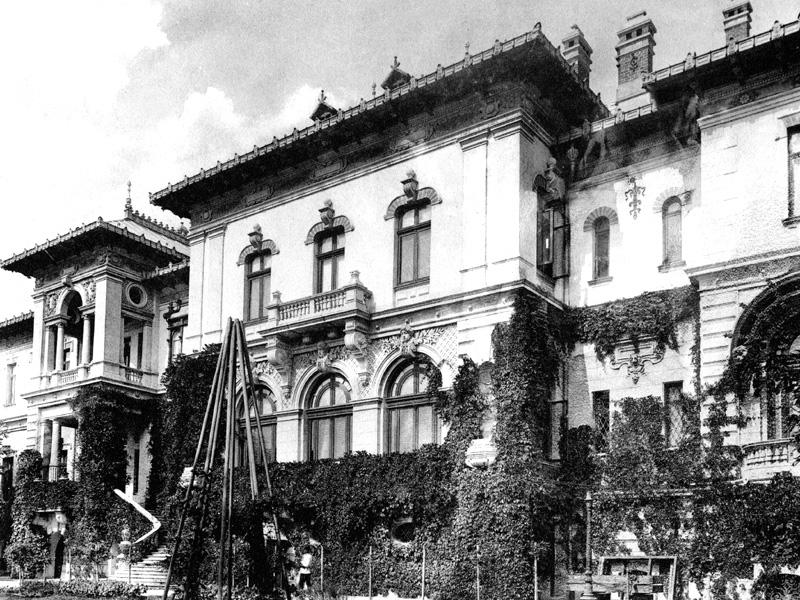
Котроченський палац